# 小行星3999
小行星3999（3999 Aristarchus）是一颗绕太阳运转的小行星，为主小行星带小行星。该小行星于1989年1月5日发现。

## 轨道参数
小行星3999的轨道半长轴为2.4591603 UA，离心率为0.122。